# Santi Ugalde
Santiago Ugalde Uriarte (Bilbao,  25 de agosto de 1959), más conocido como Santi Ugalde, es un actor español. Su personaje más famoso es Joxepo de la serie de humor Vaya semanita, emitida en ETB. Entre 2015 y 2019 interpretó a Sabino Goikolea en la serie de Antena 3 Allí abajo.

## Filmografía

### Teatro
- Trapu Zaharrak (1982)

### Cine
- Un funeral de locos (2025). Manuel Gómez Pereira.
- Rey Gitano (2015). Juanma Bajo Ulloa.
- Negociador (2014). Borja Cobeaga.
- Ocho apellidos vascos (2014). Emilio Martínez Lázaro.
- Zipi y Zape y el club de la canica (2013). Oskar Santos.
- La máquina de pintar nubes (2009). Aitor Mazo.
- Pagafantas (2009). Borja Cobeaga.
- Un poco de chocolate (2008). Aitzol Aramaio.
- Limoncello (2007). Borja Cobeaga (Cortometraje)
- Sí,quiero... (1999). Eneko Olasagasti
- A ciegas (1997). Daniel Calparsoro.
- Pasajes (1996). Daniel Calparsoro.
- Cuernos de mujer (1995). Enrique Urbizu.
- Cómo ser infeliz y disfrutarlo (1994). Enrique Urbizu.
- La leyenda de un hombre malo (1994). Myriam Ballesteros.

### Televisión
- Allí abajo (2015-2019) como Sabino Goikolea
- Finlandia (2012)
- Al rescate (2012)
- Ciudad K (2011)
- Uyyyy! (2010)
- Qué vida más triste (2008)
- La tira (2008)
- Agitación + IVA (2005)
- Made in China (2005)
- Vaya semanita (2003-2005)
- Bertan Zoro (1991)
- La que se avecina (2013)
- Patria (2020)